# TUBSAT

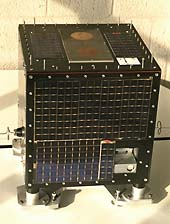
Tubsat-A

TUBSAT est un programme de nano-satellites et pico-satellites développés par l'Université technique de Berlin. L'objectif de ce programme est de mettre au point des systèmes de contrôle d'attitude, des techniques de stockage et de transmission  des données ainsi que des systèmes d'observation de la Terre avec une attention particulière sur les techniques de surveillance des désastres. Le programme a été lancé en 1985 par le Professeur U. Renner pour permettre à ses étudiants de pratiquer la conception, la fabrication, les tests, le lancement et la gestion opérationnelle de satellites. Les satellites sont volontairement de conception simple pour que leur développement puisse être facilement maitrisé. Le premier satellite a été lancé en 1991. Avec le temps le programme a pris de l'ampleur et des relations ont été établies avec les agences spatiales nationales. Des ingénieurs allemands, marocains et indonésiens ont  soit installés des expériences soit ont participé à la conception et à la fabrication des satellites.

## Liste des satellites TUBSAT
Début 2013 sept satellites TUBSAT ont  été lancés ou doivent être lancés.
| Satellite                             | Date lancement        | Lanceur   | Masse    | Mission                                                  | Identifiant COSPAR | Statut                                   |
| ------------------------------------- | --------------------- | --------- | -------- | -------------------------------------------------------- | ------------------ | ---------------------------------------- |
| TUBSAT-A                              | 17/7/1991             | Ariane 4  | 35 kg    | Télécommunications                                       | 1991-050D          | Dernier contact au printemps 2007        |
| TUBSAT-B                              | 25/1/1994             | Tsyklon   | 45 kg    | Télécommunications                                       | 1994-003B          | Contact perdu après 39 jours             |
| TUBSAT-N/N1                           | 7/7/1998              | Shtil'    | 47 kg    | Télécommunications                                       | 1998-042a          | Mission terminée (rentrée atmosphérique) |
| DLR-TUBSAT                            | 26/5/1999             | PSLV      | 45 kg    | Observation de la Terre (vidéo)                          | 1999-029C          | Contact perdu au printemps 2009          |
| Maroc-TUBSAT                          | 10/12/2001            | Zenit     | 8 + 3 kg | Observation de la Terre (image)                          | 2001-056D          | Mission achevée                          |
| LAPAN-TUBSAT                          | 10/1/2007             | PSLV      | 45 kg    | Observation de la Terre (vidéo)                          | 2007-001A          | Opérationnel                             |
| TUBSAT-8/BEASAT                       | 23 septembre 2009     | PSLV      | 1 kg     | Validation en vol de roue de réaction pour picosatellite |                    | Mission achevée                          |
| TUBSAT-9/BEASAT-2                     | 19 avril 2013         | Soyouz    | 1 kg     | Contrôle d'attitude avec des roues de réaction           |                    | Opérationnel                             |
| TUBSAT-10/BEASAT-3                    | 19 avril 2013         | Soyouz    | 1 kg     | Validation en vol d'un émetteur en bande S               |                    | Contact perdu                            |
| TUBSAT-11/BEASAT-4                    | 22 juin 2016          | PSLV      | 1 kg     | Détermination précise d'une orbite par un pico-satellite |                    | Opérationnel                             |
| TUBSAT-12/TechnoSat                   | 14 juillet 2017       | Soyouz    | 20 kg    | Démonstration de nouvelles technologies                  | 2017-042E          | Opérationnel                             |
| S‑Net                                 | vers 22 décembre 2017 | Soyouz    | 4x8 kg   | Communications inter-satellites en bande S               |                    | en préparation                           |
| BEASAT-5, BEASAT-6 BEASAT-7, BEASAT-8 | vers 2018             | à définir | 4x0,3 kg | Démonstrateur technologique                              |                    | en cours de développement                |
| TUBIN                                 | vers 2019             | à définir | 20 kg    | Observation de la Terre en infrarouge thermique          |                    | en cours de développement                |